# Зирянлаг
Виправно-трудовий табір Колимо-Індігірського річного пароплавства (рос. ИТЛ КОЛЫМО-ИНДИГИРСКОГО РЕЧНОГО ПАРОХОДСТВА ДАЛЬСТРОЯ, Зырянлаг) — табірний підрозділ, що діяв в структурі Дальбуду.

## Історія
Зирянлаг організований не пізніше 1951 року. Управління Зирянлага розміщувалося в селищі Зирянка, Якутська АРСР. В оперативному командуванні він підпорядковувався спочатку Головному управлінню виправно-трудових таборів Дальсбуду, а пізніше Управлінню північно-східних виправно-трудових таборів Міністерства Юстиції СРСР (УСВИТЛ МЮ) (пізніше УСВИТЛ переданий в систему Міністерства Внутрішніх Справ).
У 1952 році був реформований з табірного відділення у виправно-трудовий табір, а в наступному році знову став табірним відділенням.
Максимальна одноразова кількість ув'язнених досягало 3300 чоловік.
Зирянлаг закритий не пізніше 1 січня 1954 (остання відома згадка).

## Діяльність
Основним видом виробничої діяльності ув'язнених було обслуговування Колимо-Індігірського річкового пароплавства і вантажно-розвантажувальні роботи, будівництво вузькоколійної залізниці, видобуток вугілля, лісозаготівлі.